# 10. април
10. април (10.04) је 100. дан у години по грегоријанском календару (101. у преступној години). До краја године има још 265 дана.

## Догађаји
- 1710 — Анин статут, први закон о заштити ауторских права, је ступио на снагу у Великој Британији.
- 1809 — Почео је Рат пете коалиције када је Аустрија напала Баварску.
- 1814 — Британска и шпанска војска поразиле су у бици код Тулуза трупе Наполеона Бонапарте. Бонапарта је наредног дана абдицирао и прогнан је на острво Елба.
- 1864 — Млађи брат аустријског цара Франца Јозефа надвојвода Максимилијан крунисан је за цара Мексика.
- 1869 — Спајањем две железничке пруге, „Унион Пацифик“ и „Централ Пацифик“ прорадила је америчка трансконтинентална железница.
- 1912 — Титаник је испловио на своје прво и једино путовање.
- 1921 — Суен Јатсен изабран за првог председника Кине.
- 1932 — Паул фон Хинденбург поново изабран за председника Немачке победивши са 19 милиона гласова Адолфа Хитлера који је добио 13 милиона гласова бирача. У јануару 1933. поверио је Хитлеру формирање владе и тиме формално предао власт нацистима.
- 1938 — На референдуму, организованом уз притисак нацистичке Немачке, 99,75% Аустријанаца изјаснило се за прикључење Немачкој.
- 1941 —
  - У Загребу је, уз подршку нацистичке Немачке, проглашена Независна Држава Хрватска, на челу са усташким поглавником Антом Павелићем.
  - Комунистичка партија Југославије донела одлуку у Загребу да комунисти наставе борбу против немачких окупатора без обзира на распад југословенске армије. Седиште Централног комитета партије премештено је из Загреба у Београд.
- 1944 — Совјетске трупе ослободиле у Другом светском рату Одесу од Немаца.
- 1953 — Шведски политичар Даг Хамаршелд постао генерални секретар УН.
- 1957 —  У Буенос Ајресу, у предграђу Ломас де Паламор, у 9 часова, увече, извршен је атентат на Анту Павелића, једног од највећих ратних злочинаца Другог светског рата.
- 1963 — У имплозији америчке атомске подморнице УСС Трешер у северном Атлантику погинуло је 129 људи.
- 1972 —
  - У земљотресу у јужном Ирану погинуло више је од 5.000 људи.
  - Више од 50 земаља, укључујући САД и СССР, потписало је конвенцију о забрани биолошког оружја.
- 1973 — Израелски командоси упали су у Бејрут и убили тројицу лидера ПЛО, а једног тешко ранили. Премијер Либана Саеб Салам поднео је оставку.
- 1974 — Израелски премијер Голда Меир поднела је оставку због сукоба у њеној Лабуристичкој партији.
- 1991 — У судару ферибота и танкера код Ливорна услед густе магле, погинуло је 140 особа.
- 1992 — Од експлозије подметнуте бомбе у Лондону три особе су погинуле, а 91 рањена.
- 1993 — У Јужној Африци је убијен Крис Хани, лидер јужноафричке Комунистичке партије. Наредног дана црнци су из освете спалили двојицу белаца.
- 1994 — Авиони НАТО бомбардовали су положаје Војске Републике Српске око Горажда, које је УН прогласила „безбедносном зоном“. То је била прва војна акција НАТО снага од оснивања ове војне алијансе.
- 1995 — Израел и Јордан су разменили амбасадоре на основу мировног споразума двеју земаља из октобра 1994. године.
- 1997 — У Њујорку у „Корпорацији Карнеги“ и под покровитељством „Пројекта за етничке односе“, одржан је, без сагласности о било којем спорном питању, тродневни српско-албански округли сто о Космету, на којем су учествовали представници српске опозиције и косметских Албанаца.
- 2001 — Организација УН за исхрану и пољопривреду (ФАО) саопштила је да глад угрожава око 30 милиона људи у Африци.
- 2002 — Извештај о паду Сребренице открио да су холандске мировне трупе посредно одговорне за масакр 7.500 Муслимана, након чега су холандска влада и начелник Генералштаба холандске војске поднели оставке.
- 2003 — Немачке власти изручиле су Србији бившу власницу пропале пирамидалне „Дафимент банке“ Дафину Милановић.
- 2010 — Тупољев Ту-154M који је носио председника Пољске Леха Качињског се срушио покушавајући да по густој магли слети на аеродром код Смоленска.

## Рођења
- 1755 — Самјуел Ханеман, немачки лекар најпознатији по стварању псеудонаучног система алтернативне медицине под називом хомеопатија.[1]
- 1778 — Вилијам Хазлит, енглески есејиста, драмски и књижевни критичар, сликар, друштвени коментатор и филозоф. Сматра се за једног од најзначајнијих енглеских књижевних и ликовних критичара свог времена. Написао је обимну биографију Наполеона I Бонапарте.
- 1847 — Џозеф Пулицер, америчко-мађарски новинар и издавач, оснивач фондације из које се сваке године додељује Пулицерова награда. (прем. 1911)[2]
- 1852 — Коста Христић, српски правник, дипломата и политичар. (прем. 1927)[3]
- 1864 — Михаел Мајр, аустријски политичар и историчар, 2. канцелар Аустрије. (прем. 1922)
- 1868 — Џорџ Арлис, енглески глумац и драматург. (прем. 1946)[4]
- 1907 — Фредерик Коплстон, енглески језуитски свештеник, филозоф и историчар филозофије. (прем. 1994)[5]
- 1912 — Борис Кидрич, југословенски и словеначки друштвено-политички радник, учесник Народноослободилачке борбе, јунак социјалистичког рада и народни херој Југославије. (прем. 1953)[6]
- 1917 — Роберт Бернс Вудвард, амерички органски хемичар, добитник Нобелове награде за хемију (1965). (прем. 1979)[7]
- 1927 — Маршал Ворен Ниренберг, амерички биохемичар и генетичар, добитник Нобелове награде за физиологију или медицину (1968). (прем. 2010)[8]
- 1929 — Макс фон Сидоу, шведски глумац. (прем. 2020)[9]
- 1932 — Омар Шариф, египатски глумац. (прем. 2015)[10]
- 1935 — Маја Чучковић Драшкић, југословенска глумица. (прем. 1997)[11]
- 1946 — Влада Јанковић Џет, српски музичар, новинар и радијски водитељ.
- 1946 — Небојша Павковић, генерал-пуковник Војске Југославије, начелник Генералштаба ВЈ (2000—2002).
- 1950 — Еди Хејзел, амерички музичар, најпознатији као гитариста и певач фанк колектива Parliament-Funkadelic. (прем. 1992)[12]
- 1952 — Зоран Петровић, српски фудбалски судија. (прем. 2024)[13]
- 1952 — Стивен Сигал, амерички глумац, продуцент, сценариста, мајстор борилачких вештина и музичар.[14]
- 1955 — Цвијетин Благојевић, босанскохерцеговачко-српски фудбалер и фудбалски тренер.[15]
- 1972 — Марио Станић, хрватски фудбалер.[16]
- 1973 — Роберто Карлос, бразилски фудбалер и фудбалски тренер.[17]
- 1975 — Крис Караба, амерички музичар, најпознатији као фронтмен групе Dashboard Confessional.[18]
- 1975 — Џенан Лончаревић, српски певач.[19]
- 1975 — Дејвид Харбор, амерички глумац.[20]
- 1977 — Кристијано Занети, италијански фудбалер и фудбалски тренер.[21]
- 1980 — Чарли Ханам, енглески глумац.[22]
- 1983 — Боби Диксон, америчко-турски кошаркаш.[23]
- 1986 — Фернандо Гаго, аргентински фудбалер.[24]
- 1986 — Венсан Компани, белгијски фудбалер.[25]
- 1987 — Немања Александров, српски кошаркаш.[26]
- 1987 — Шеј Мичел, канадска глумица, модел и списатељица.[27]
- 1989 — Томас Ертел, француски кошаркаш.[28]
- 1990 — Марен Морис, америчка музичарка и музичка продуценткиња.
- 1992 — Садио Мане, сенегалски фудбалер.[29]
- 1992 — Дејзи Ридли, енглеска глумица.[30]
- 1993 — Софија Карсон, америчка глумица и певачица.[31]
- 1997 — Влатко Чанчар, словеначки кошаркаш.[32]

## Смрти
- 1585 — Папа Гргур XIII, познат по реформи Јулијанског календара 1582. године. (рођ. 1502)[33]
- 1813 — Жозеф Луј Лагранж, француски математичар и астроном.[34]
- 1867 — Александар Петров, руски шаховски мајстор и теоретичар.[35]
- 1919 — Емилијано Запата, мексички револуционар.[36]
- 1945 — Јелена Ј. Димитријевић,  српска књижевница, светска путница и добротворка. (рођ. 1862)[37]
- 1954 — Огист Лимијер, француски хемичар и индустријалац [38]
- 1962 — Мајкл Кертиз, амерички филмски редитељ мађарског порекла.[39]
- 2010 — Лех Качињски, председник Пољске.[40]
- 2010 — Милорад Ћоровић, српски сликар и академик. (рођ. 1932)[41]
- 2018 — Јелена Жигон, српска и југословенска глумица. (рођ. 1933)[42]